# Volcineț, Vijnița
Volcineț, întâlnit și sub forma Volcineț pe Siret (în ucraineană Вовчинець, transliterat: Vovciîneț și în germană Wolczynetz) este un sat în raionul Vijnița din regiunea Cernăuți (Ucraina), depinzând administrativ de satul Lucavăț. Are 774 locuitori, preponderent ucraineni (huțuli).
Satul este situat la o altitudine de 506 metri, în partea de centru-est a raionului Vijnița.

## Istorie
Localitatea Volcineț a făcut parte încă de la înființare din regiunea istorică Bucovina a Principatului Moldovei. După anexarea Bucovinei de către Imperiul Habsburgic în anul 1775, localitatea Volcineț a făcut parte din Ducatul Bucovinei, guvernat de către austrieci, făcând parte din districtul Siret (în germană Sereth). 
După Unirea Bucovinei cu România la 28 noiembrie 1918, satul Volcineț a făcut parte din componența României, în Plasa Răstoacelor a județului Storojineț. Pe atunci, majoritatea populației era formată din ucraineni, existând și comunități de români și evrei. 
Ca urmare a Pactului Ribbentrop-Molotov (1939), Bucovina de Nord a fost anexată de către URSS la 28 iunie 1940, reintrând în componența României în perioada 1941-1944. Apoi, Bucovina de Nord a fost reocupată de către URSS în anul 1944 și integrată în componența RSS Ucrainene. 
Începând din anul 1991, satul Volcineț face parte din raionul Vijnița al regiunii Cernăuți din cadrul Ucrainei independente. Conform recensământului din 1989, numărul locuitorilor care s-au declarat români plus moldoveni era de 5 (5+0), adică 0,65% din populația localității . În prezent, satul are 774 locuitori, preponderent ucraineni.

## Demografie
Componența lingvistică a localității Volcineț
     Ucraineană (98,97%)
     Alte limbi (1,04%)
Conform recensământului din 2001, majoritatea populației localității Volcineț era vorbitoare de ucraineană (98,97%), existând în minoritate și vorbitori de alte limbi.
1930: 2.483 (recensământ)
1989: 767 (recensământ)
2007: 774 (estimare)